# Вела Сестрица (Ривањ)
44° 11′ 08″ N 14° 59′ 22″ E / 44.18556° С; 14.98944° И
Вела Сестрица је ненасељено острвце у хрватском дијелу Јадранског мора. Налази се у Задарском каналу око 1, km западно од острва Сеструњ. Њена површина износи 0,188 km². док дужина обалске линије износи 1,85 km. Највиши врх је висок 16 m. Административно припада Задарској жупанији.